# Ideell sektor
Ideell sektor är ett samlingsbegrepp för de insatser inom samhället som utförs som ideellt arbete. Den ideella sektorn kan ses i ett bredare perspektiv genom begreppet social ekonomi. Namnet är inte väletablerat utan oftast används andra namn som frivilligsektorn, föreningslivet och dylikt. Den ideella sektorn utgör tillsammans med de idéburna organisationerna den tredje sektorn, vid sidan av den offentliga sektorn och den privata sektorn. Ibland räknas ideellt arbete till den informella sektorn, men detta är omtvistat.
Ofta sker en sammanblandning av begreppen ideell verksamhet och idéburen verksamhet. Idéburen och ideell har delvis olika innebörd, där ideell verksamhet avser aktiviteter som utförs på fritiden, medan en idéburen verksamhet kan vara affärsdrivande - exempelvis i form av ett kooperativ, en ekonomisk förening eller en stiftelse. Begreppen glider dock delvis in i varandra.
Den ideella sektorn, det vill säga frivilligt arbete inom och utanför ideella föreningar har en lång historia och djup förankring i det svenska samhället. I Sverige finns cirka 200 000 organisationer som har cirka 32 miljoner medlemmar.[källa behövs] Detta kan delvis förklaras med att lagar stiftats som i samklang med traditionen ytterligare underbygger föreningsverksamhetens utbredning, till exempel inkomstskattelagar och lagar angående föräldrakooperativ för skolor och daghem eller gemensamt privat boende med samfällighet eller bostadsrätt.
Det höga föreningsengagemanget tillsammans med mycket enkla regler för att driva föreningar har gjort att föreningsvana är mycket utbredd bland invånarna liksom även vana vid förtroendeposter. Dessutom finns en lång tradition av samspel med främst den offentliga verksamheten, men också med den privata sektorn, vilket gör att den ideella sektorn kan ses som en bas i hela det svenska samhället. Statistik visar att varje svensk i genomsnitt lägger ner 16 timmar per månad på frivilligt arbete.[källa behövs] Detta är en hög siffra i jämförelse med många andra länder, men skillnaden kan delvis bero på hur man mäter och klassificerar olika typer av aktiviteter.

## Undersektorer
Den ideella sektorn kan delas in i ett antal undersektorer:
- Humanitär hjälporganisation
- Föräldraförening
- Handikapp/patientförening
- Invandrarorganisation
- Kvinnoorganisation
- Pensionärsorganisation
- Församling i Svenska Kyrkan
- Annan kyrka/kristet samfund
- Annat religiöst samfund
- Nykterhets/antidrogförening
- Lokal sammanslutning för sociala frågor
- Grupp för internationella frågor
- Ordenssällskap
- Frivilliga insatser inom offentlig sektor
- Annan organisation med humanitär/social inriktning
- Idrottsförening
- Friluftsförening
- Miljöorganisation
- Kultur/musik/dans/teater
- Annan hobbyförening
- Fredsorganisation
- Motororganisation
- Förening för boende
- Aktieägarförening
- Frivillig försvarsorganisation
- Konsumentkooperativ
- Annat kooperativ/samfällighet
- Lokal aktionsgrupp
- Fackförening
- Politiskt parti
- Studentförening/elevorganisationer
- Annan förening
- Ungdomsorganisation

Dessa undersektorer används till exempel i de befolkningsundersökningar som genomförts sedan 1992 av SCB och som utformats och analyserats av Ersta-Sköndals högskola (Lars Svedberg, Eva-Jeppsson-Grassman, Lars-Erik Olsson).

## Paraply- och intresseorganisationer
Det finns även ett antal paraply- och intresseorganisationer som ideella organisationer kan vara medlemmar i. De flesta har gemensamt att de arbetar för att förbättra villkoren för ”sina” föreningar, med utbildning och erfarenhetsutbyte. Ett urval:
- Forum - Idéburna organisationer med social inriktning organiserar socialt inriktade idéburna organisationer
- Rainbow Sweden arbetar med organisationer som vill lyfta fram klient/brukarperspektivet.
- Handikappförbundens samarbetsorgans medlemmar är föreningar som arbetar med och för funktionshindrade.
- Riksidrottsförbundet organiserar idrottsföreningar
- Frivilligorganisationernas insamlingsråd har organisationer som medlemmar som samlar in medel
- Folkbildningsförbundet organierar bildnings- och utbildningsorganisationer.
- FAMNA har medlemmar som är organisationer som vill lyfta fram sin professionella men icke vinstsyftande vård och omsorgsverksamhet.
- SIOS organiserar etniskt baserade organisationer.
- Sveriges kristna råd har kristna organisationer som medlemmar.
- Landsrådet för Sveriges Ungdomsorganisationer har ungdomsorganisationer inom alla områden som medlemmar.